# Uwe Bremer
Uwe Bremer (* 16. Februar 1940 in Bischleben bei Erfurt) ist ein deutscher Maler, Grafiker und Schriftsteller. Er ist ein Vertreter des phantastischen Realismus.

## Leben
Der Vater von Uwe Bremer wurde im Krieg vermisst. Er verließ vorzeitig die Schule.
Uwe Bremer studierte von 1957 bis 1960 an der Kunstschule Alsterdamm in Hamburg.  Anschließend arbeitete er als Holzfäller in Schweden. Von 1963 bis 1971 war Uwe Bremer freiberuflich in Berlin tätig. Unter dem Patronat des Lyrikers Günter Bruno Fuchs gründete er gemeinsam mit Albert Schindehütte, Johannes Vennekamp und Arno Waldschmidt 1963 die Werkstatt Rixdorfer Drucke. Diese verlegte Holzschnitte im Stil alter Sensationsblätter, Kalender und Kataloge. 1965 wurde sein Sohn Jan Peter Bremer geboren. Uwe Bremer zog 1971 mit der Werkstatt Rixdorfer Drucke nach Gümse um und lebt seitdem  im Wendland. 1978 wurde seine Tochter Laura Bremer geboren. 1983, 1985, und 1988/89 war Uwe Bremer Leiter der Radierklassen an der Sommer-Akademie in Salzburg. Zu seinen Schülern zählten in dieser Salzburger Zeit Klaus Eckert und Annemarie Fiebich-Ripke. Uwe Bremer ist Künstler der Deutschen Sektion XYLON.

## Werk
Uwe Bremer schafft Radierungen, Kupferstiche und Holzschnitte, Mappenwerke, Aquarelle und Ölmalerei auf Holz sowie literarische Texte. Uwe Bremer gehört durch seine meisterhaft ausgefallenen Bildmotive zu den profiliertesten deutschen Grafikern. Seine phantastischen Kompositionen vereinen mit feinnerviger Lineatur sinnbildhaft agierende geometrische Körper- und Flächenbeziehungen auf meist lichtem Bildgrund. Es verbinden sich in seinem Werk auf skurrile Weise Elemente alter Stern- und Himmelskarten, Symbiosen maschineller, organischer, galaktischer und skriptualer Strukturen, die thematisch Bezüge zu Science-Fiction, Horrorliteratur und okkulten Bedeutungsebenen herstellen. Hierbei steigert Uwe Bremer das wirkungsvolle Kombinieren von Fragmentarischem, zum Beispiel Fossilien, Gliedmaßen, Schriftfetzen, tierischen und menschlichen Mutationen zum übergreifenden Kompositions-Prinzip.

### Mappenwerke
- 1965: Briefwechsel Frankenstein
- 1966: Striptease
- 1967: Curiosa der Galaxis
- 1968: Die Philosophie im Boudoir. Merlin Verlag
- 1968: Mappe Der Mensch. Verlag Kress, München
- 1970: Vierte Dimension. Verlag „die insel“, Worpswede
- 1972: Dracula et cetera. Verlag Rosenbach, Hannover; De Mutantis. Verlag Galerie Brockstedt, Hamburg
- 1974: Paraphrasen. Verlag Galerie Rosenbach, Hannover
- 1976: Atlantis. Verlag Galerie Schmücking, Braunschweig
- 1976: Die Heimholung des Hammers. Galerie Hilger, Wien
- 1979: Die schwarze Kunst. Galerie Brockstedt, Hamburg
- 1982: 1ste Sonnencyclopaedie. Verlag Hilger, Wien
- Radierungen und Zeichnungen

### Bücher
- 1964: Auf der Suche nach Dracula. Rixdorfer Drucke
- 1966: Дракула Дракула – Ein transsylvanisches Abenteuer – . Text H.C. Artmann, Rainer Verlag Berlin, Magica Verlag Meilen bei Zürich
- 1970: Die Vierte Dimension. Merlin Verlag, Hamburg, DNB 456185836
- 1973: Werkverzeichnis der Radierungen, Kestnergesellschaft, Hannover
- 1976: Atlantis : X Radierungen & I Tatsachenbericht. Verlag Galerie Schmücking, Braunschweig, DNB 800626400
- 1980: Die lüsternen Schwestern. Arethusa Verlag, Hamburg
- 1981: Erlkönigs Tochter. Merlin Verlag
- 1983: Curiosa der Galaxis. Galerie Steinroetter und Coppenrath Verlag, Münster, ISBN 3-88547-207-4
- 1987: Clairin. Erzählung in 13 Kapiteln und 13 Bildern. Merlin Verlag, Gifkendorf, ISBN 3-87536-197-0
- 1989: Verschiedene Witwen : Roman in 7 Kapiteln mit 12 Holzschnitten. Merlin Verlag, Gifkendorf, ISBN 3-926112-13-1
- 1993: Der Dreibeinige Doktor: die dunkle Lebensgeschichte eines Landarztes. Luchterhand Literaturverlag, München, ISBN 3-630-86817-7

Sowie zahlreiche Erscheinungen innerhalb der Werkstatt Rixdorfer Drucke.

## Auszeichnungen
- 2005: Victor Otto Stomps-Preis der Landeshauptstadt Mainz

## Ausstellungen (Auswahl)
- 1963: Galerie im Centre, Göttingen (mit Lesung von F.C. Delius zur Eröffnung)
- 1972: Galerie Hell, Saarbrücken
- 1972: Kabinett 2; Berlin,
- 1972: Galerie 2000, Bremen
- 1972: Galerie Schmücking, Dortmund
- 1973: Ladenburg, Galerie Herzog, Ladenburg
- 1973: Galerie Thomas Nettels, Münster
- 1974: Graphiksalon Söhn (K), Düsseldorf
- 1979: Galerie im Sandkorn, Karlsruhe
- 1984: Galerie Die Insel, Stuttgart
- 1988: Landesstudio des österreichischen Rundfunks, Wien
- 1993: Kunstverein Salzgitter(K), Salzgitter
- 1994: Soft-Research, München (Falt-Blatt)
- 1994: SM Spendhaus, Reutlingen
- 2012: „Kreuz-Burger“ international bekannte Berliner Handpressen,  Foyer des Wiesbadener Rathauses

## Werke in Museen (Auswahl)
- Kunstmuseum Salzburg